# Asher Brown Durand

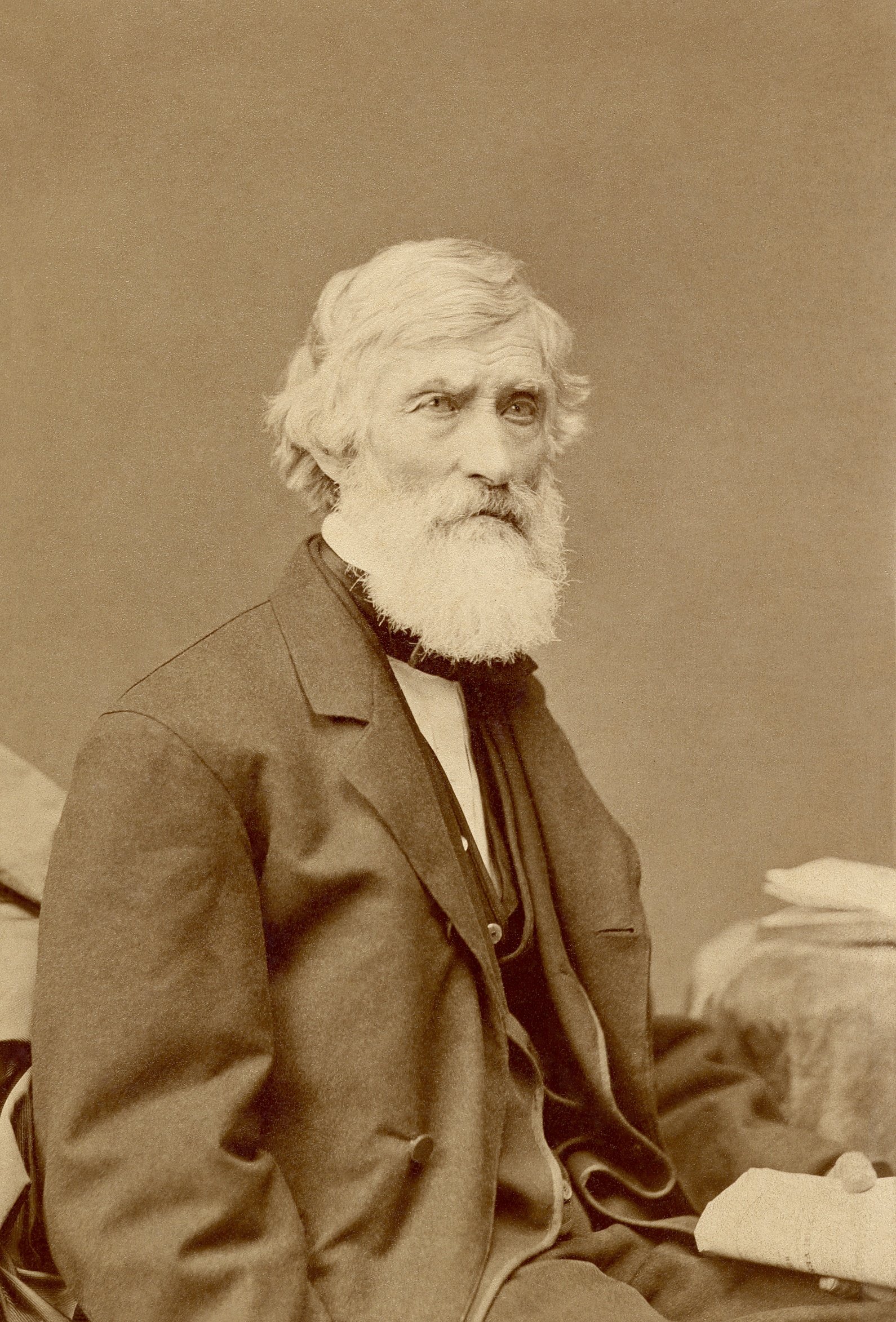
Asher Brown Durand (1869)

Asher Brown Durand (* 21. August 1796 in Jefferson Village, heute Maplewood, New Jersey; † 17. September 1886 in Maplewood, New Jersey) war ein US-amerikanischer Maler der Hudson River School sowie Zeichner, Graveur und Illustrator.

## Leben und Wirken
Durand war das achte von elf Kindern. Sein Vater arbeitete als Uhrmacher und Silberschmied. 1812 begann er eine Ausbildung zum Graveur und Kupferstecher bei Charles Cushing Wright. Sein Lehrmeister erkannte seine handwerkliche und künstlerische Begabung. Er machte ihn wenige Jahre später zu seinem Partner. Die hohe Qualität seiner Arbeiten brachte ihm zahlreiche Aufträge für Illustrationen und Zeichnungen selbst auch für Banknoten. Einer seiner bekannten Kupferstiche ist die Kopie des berühmten Gemäldes von John Trumbull „Declaration of Independence“.
Im Verlauf der 1820er und vor allem den 1830er Jahren widmete er sich zunehmend der Malerei, wobei er zunächst schwerpunktmäßig Porträts anfertigte. Seine Ausbildung als Graveur half ihm, auch in der Malerei mit großer Präzision zu arbeiten. Asher Brown Durand gehörte 1826 zu den Gründern der National Academy of Design in New York, von 1845 bis 1861 hatte er deren Präsidentschaft inne. Gemeinsam mit dem Maler Thomas Cole, mit dem er befreundet war, bereiste er im Sommer 1837 das Gebiet des Schroon Lake in den Adirondacks. Er machte zahlreiche Skizzen von Landschaftsansichten, daraus wurden danach Ölbilder. Das war der Beginn seiner Karriere als Landschaftsmaler. In den Folgejahren verbrachte er den Sommer in den Catskills, den Adirondacks und den White Mountains. Vor Ort in der Natur zeichnete er seine Entwürfe. Danach kam er mit Hunderten von Skizzen zurück und malte die Ölbilder. Seine Landschaftsbilder zeichnen eine große Liebe zum Detail und außergewöhnlichen Realismus aus, selbst jedes Blatt eines Baums wird wiedergegeben. Wie andere Anhänger der Hudson River School glaubte er, dass die Natur eine Manifestation Gottes sei. 

## Galerie

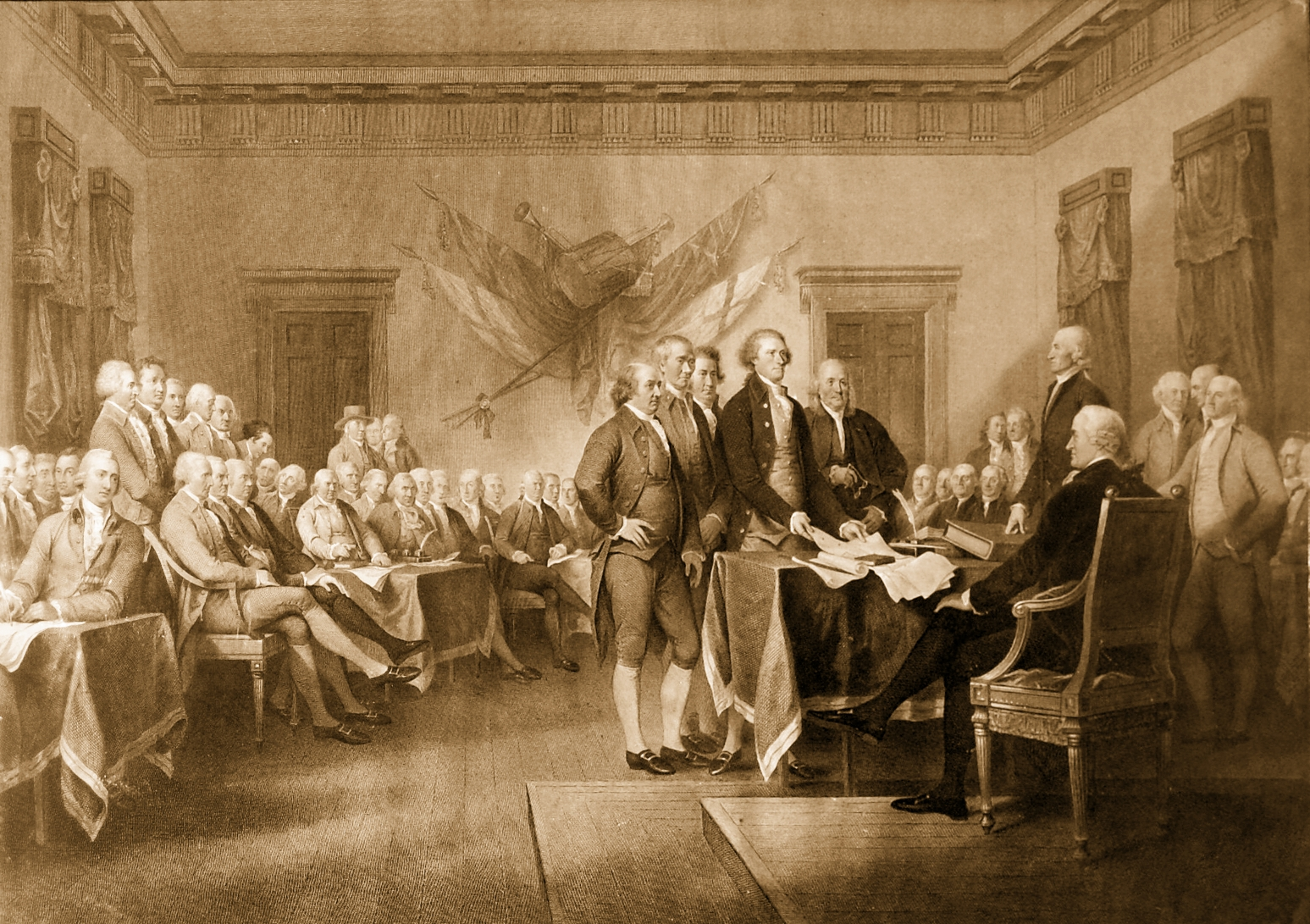
1823 Declaration of Independence (Kupferstich)
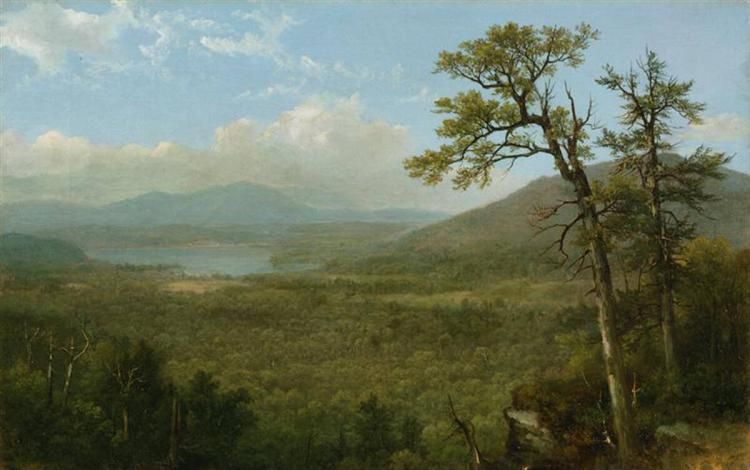
1870 Adirondack Gebirge
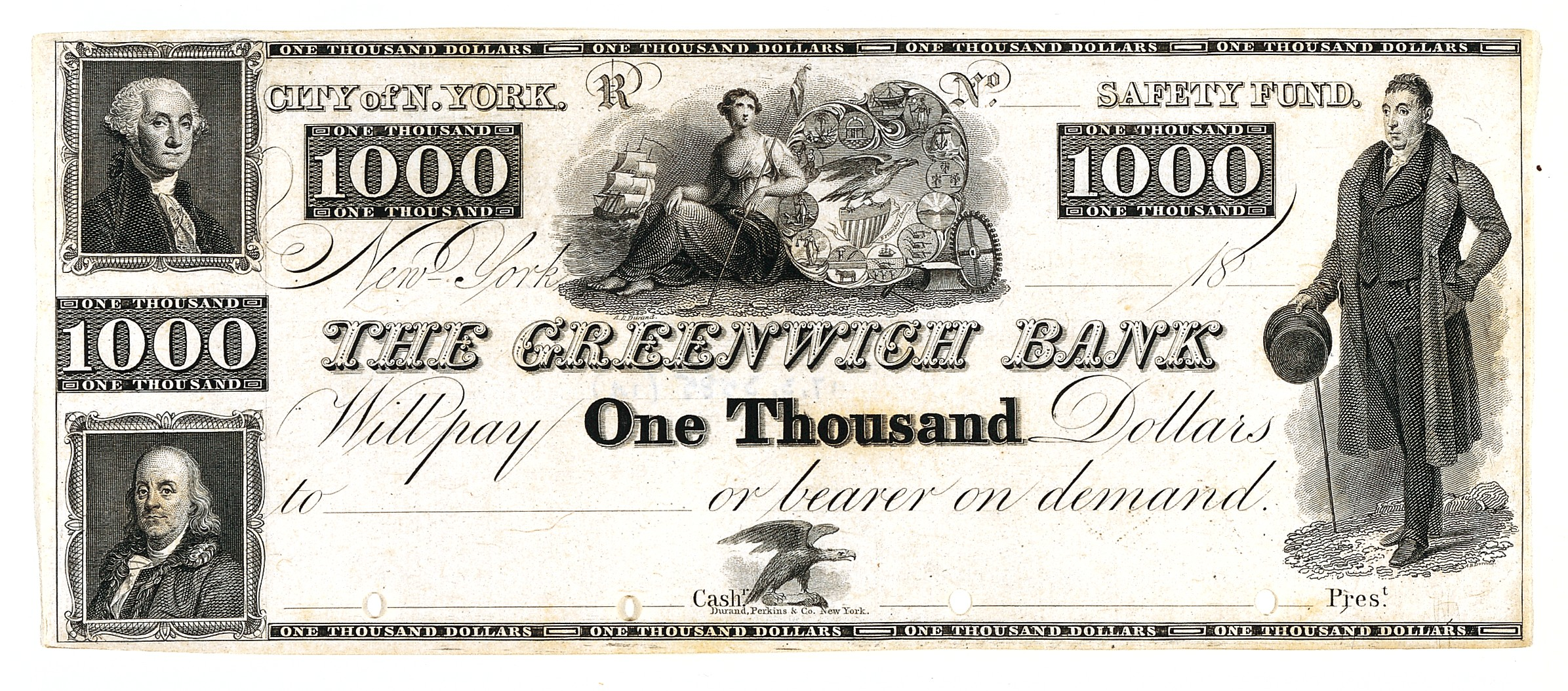
ca. 1828 1000 $ Geldschein
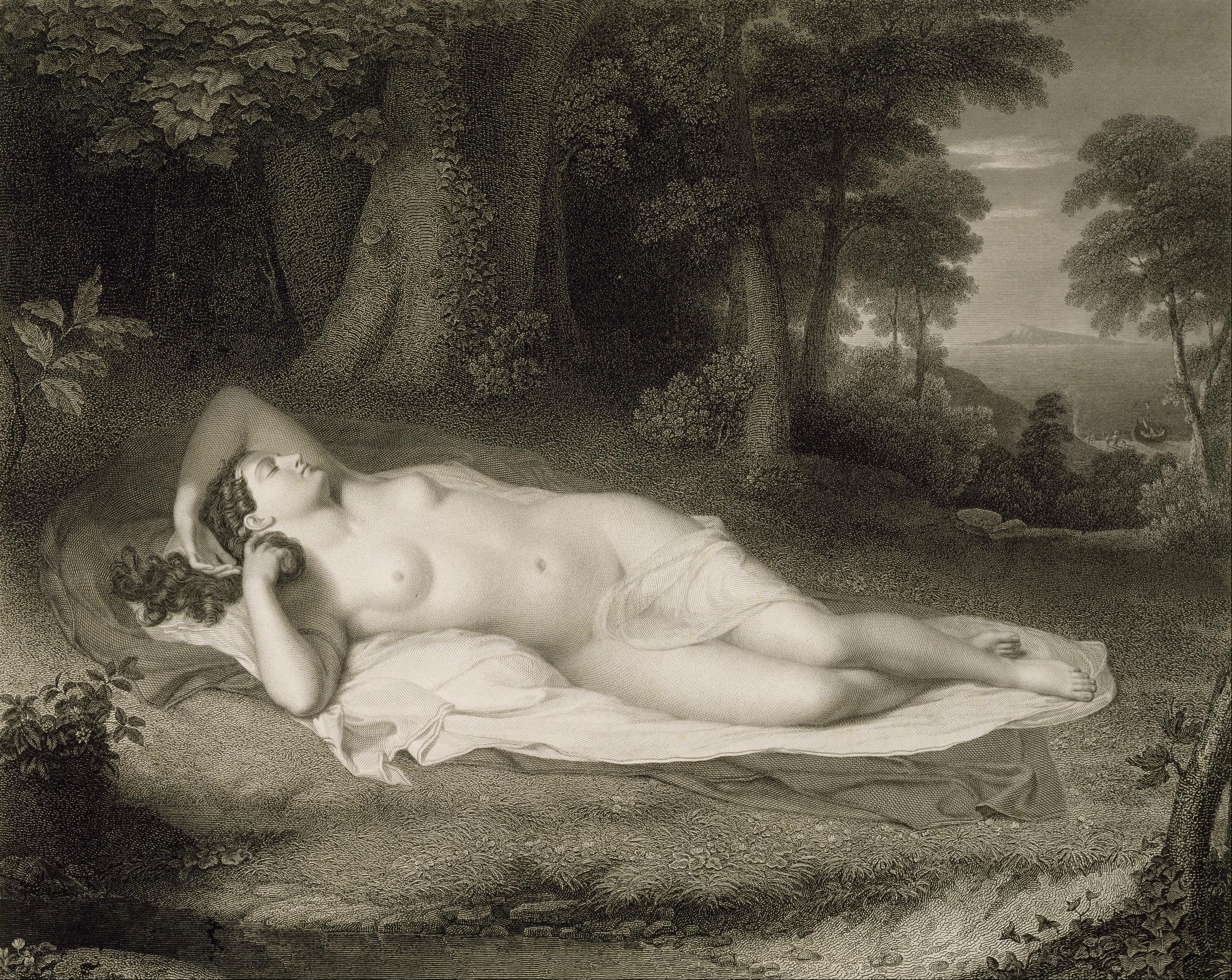
1835 Ariadne
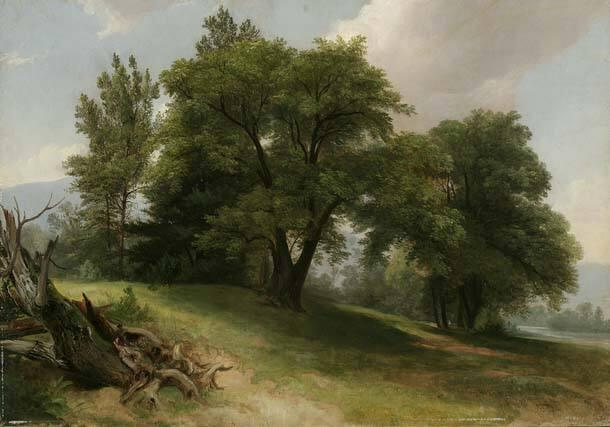
ca. 1854 Bei Shokan, Ulster County, New York
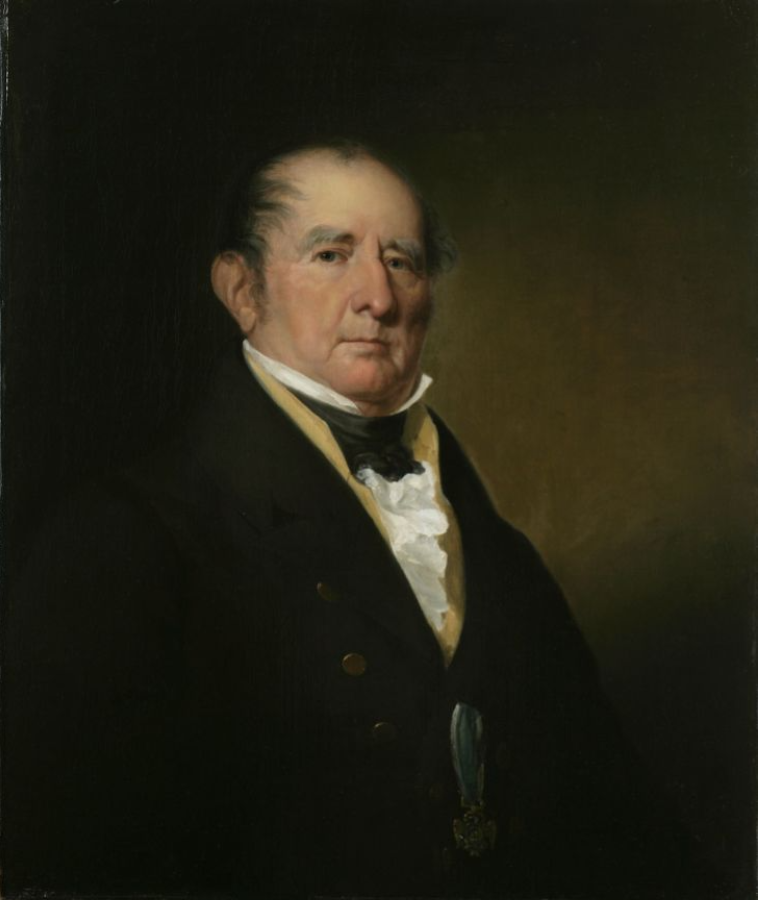
1833 Aaron Ogden
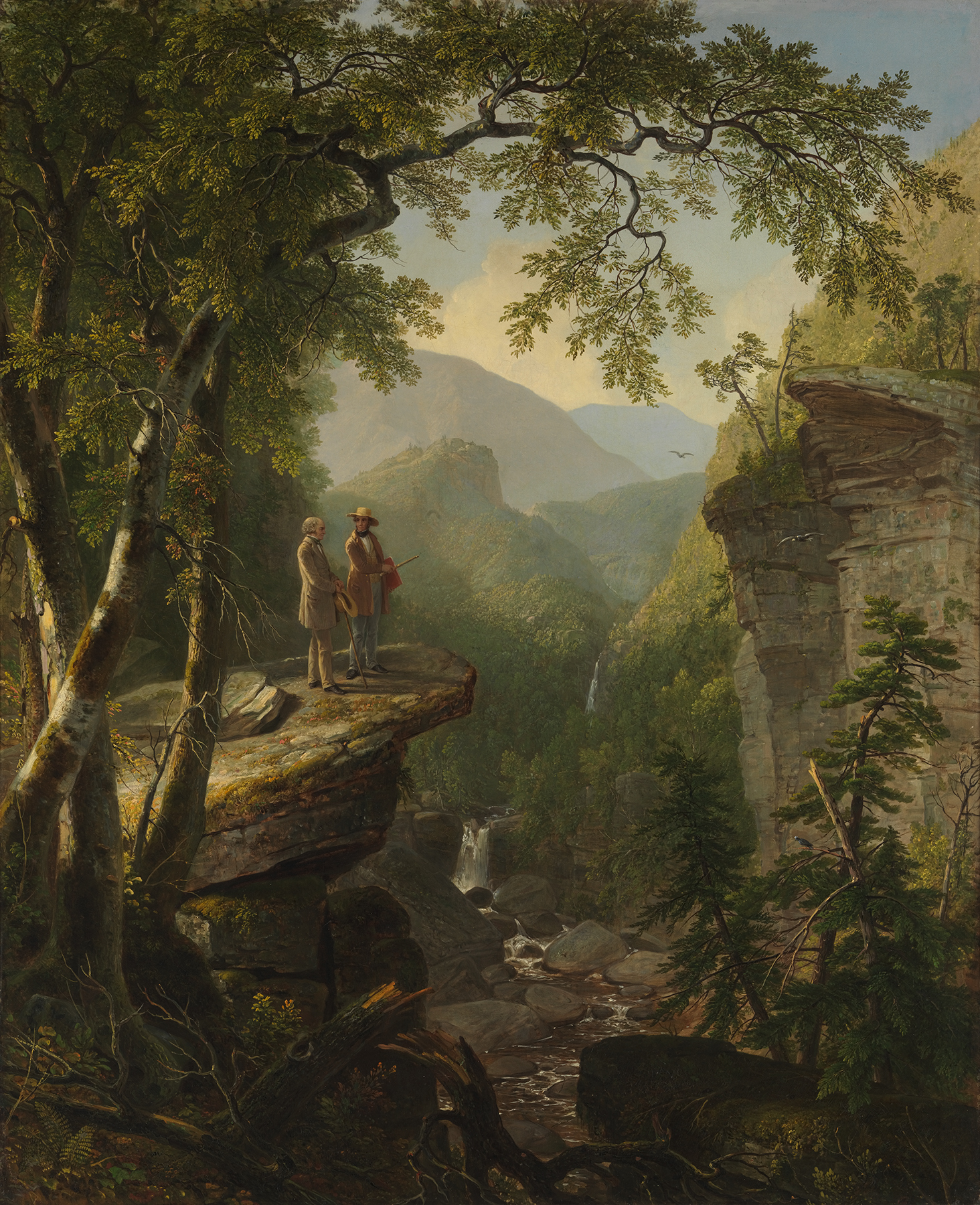
1849 Verwandte Geister
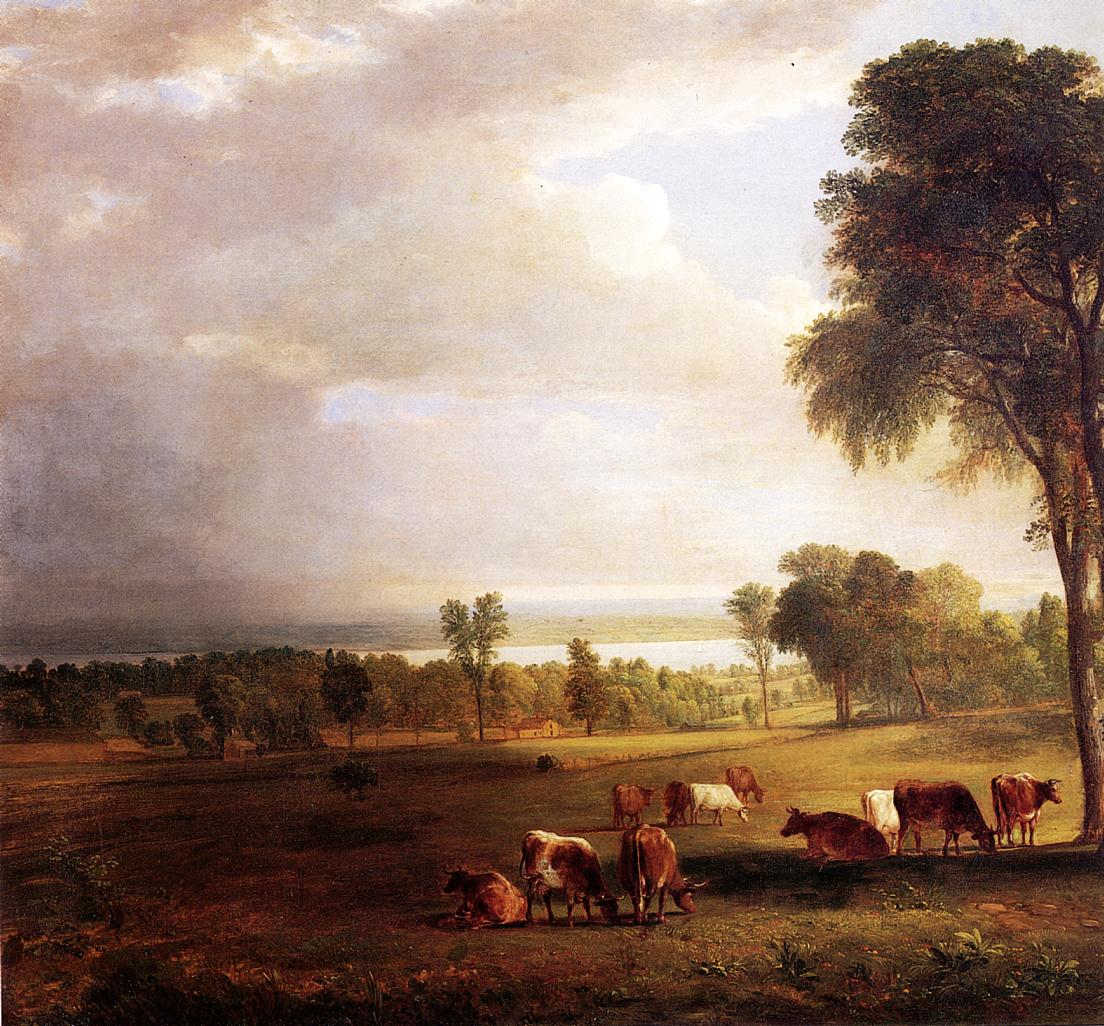
1837 Aufkommender Sturm
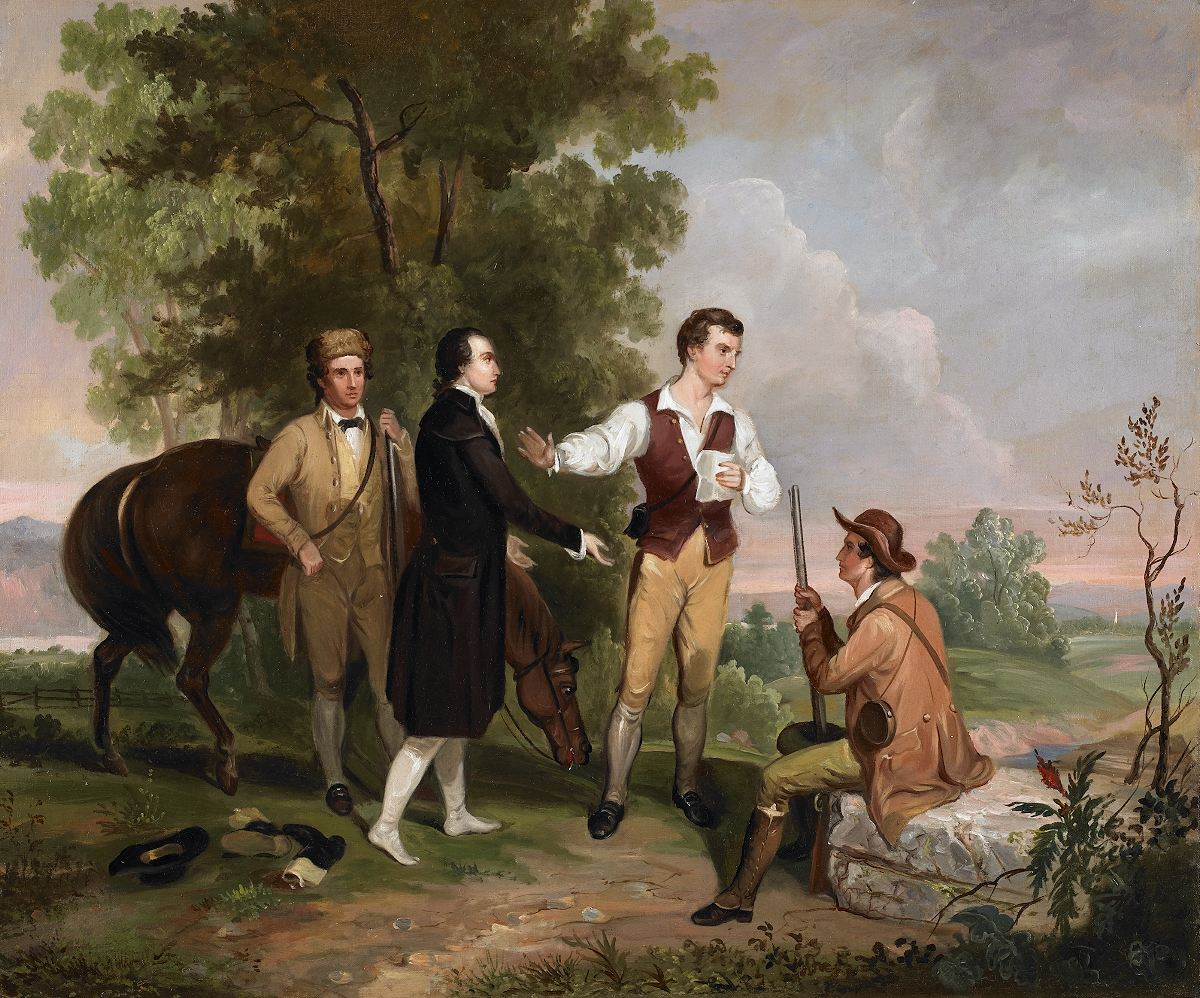
1845 Die Gefangennahme von Major Andre